# Callobius kamelus
Callobius kamelus är en spindelart som först beskrevs av Chamberlin och Ivie 1947.  Callobius kamelus ingår i släktet Callobius och familjen mörkerspindlar. Inga underarter finns listade.